# Manuel Charlín
Manuel Charlín Gama (Villanueva de Arosa, 17 de noviembre de 1932-ibidem, 31 de diciembre de 2021) fue un narcotraficante y contrabandista español. Era el patriarca de la saga familiar del clan de Los Charlines.

## Trayectoria
En julio de 1989 fue detenido por la Guardia Civil. Durante la operación Nécora fue de nuevo detenido, saliendo finalmente absuelto. En 1999 fue condenado a 20 años de prisión por transportar 600 kilos de cocaína desde Colombia en 1988. En 2003 fue condenado por la Audiencia Nacional por blanqueo de dinero y delitos contra la hacienda pública.
Estuvo en prisión entre 1990 y el 17 de julio de 2010, cuando fue puesto en libertad. Cumplió sus penas en el centro penitenciario de La Lama y en la cárcel de Córdoba.
Falleció la tarde del 31 de diciembre de 2021 tras una caída en su casa, a los 89 años.

## Clan
En 1996 fueron detenidos todos los miembros del clan y embargados sus bienes por un valor de 30 millones de euros, así como la conservera Charpo (de Villanueva) y la cocedera Sochar (en la Isla de Arosa).
En julio de 2010, poco antes de la puesta en libertad de Manuel Charlín, varios miembros del clan fueron detenidos en la operación policial Repesca.
Manuel Baúlo Trigo, patriarca del clan de los Caneos, fue asesinado a tiros en 1994 por unos sicarios colombianos por delatar al clan de los Charlines. Su hijo, Daniel Baúlo Carballo, fue detenido en mayo de 2005 en la operación Tul.

### Manuel Charlín
Manuel Charlín Gama se casó con Josefa Pomares Martínez (fallecida en 2012) y tuvieron seis hijos:
- Adelaida Charlín Pomares.
- Josefa Charlín Pomares. Que tuvo por hija a Noemí Outón Charlín.
- Teresa Charlín Pomares. Que tuvo por hija a Natalia Somoza Charlín.
- Manuel Charlín Pomares.
- Melchor Charlín Pomares.
- Óscar Charlín Pomares.

### José Luis Charlín Gama
- Rosa Charlín

### José Benito Charlín Gama
Fallecido en mayo de 2005 por una trombosis con 61 años.